# Glaucium arabicum
Glaucium arabicum är en vallmoväxtart som beskrevs av Johann Baptist Georg Wolfgang Fresenius. Glaucium arabicum ingår i Hornvallmosläktet som ingår i familjen vallmoväxter. Inga underarter finns listade i Catalogue of Life.